# Turistická značená trasa 1815
 Turistická značená trasa 1815 je 0,5 km dlouhá modře značená krkonošská trasa Klubu českých turistů v okrese Trutnov spojující Černou boudu s dalšími turistickými trasami. Její převažující směr je severovýchodní. Trasa se nachází na území Krkonošského národního parku.

## Průběh trasy
Počátek turistické trasy se nachází u Černé boudy na rozcestí s červeně značenou trasou 0407 z Janských Lázní na Chalupu Na Rozcestí a žlutě značenou trasou 7211 z Černé hory do Velké Úpy.
Trasa v celé své délce klesá po lesní cestě severovýchodním směrem na rozcestí nad Pardubickými Boudami se zeleně značenou trasou 4210 vedoucí z lokality Václavák do Svobody nad Úpou a naučnou stezkou Černohorská rašelina.

## Historie
Trasa 1815 je pozůstatkem dřívější delší trasy, která pokračovala na Vlašské Boudy nejprve v trase dnešní naučné stezky přes Pardubické boudy do místa, kde se stezka stáčí se severního směru na západní, poté k severu po neznačené pěšině a dále po dnešní žlutě značené trase 7211.